# Milan Jurčina
Milan Jurčina, född 7 juni 1983 i Liptovský Mikuláš, är en slovakisk professionell ishockeyspelare som spelar för Eisbären Berlin i DEL. Han har tidigare spelat för Boston Bruins, Washington Capitals, Columbus Blue Jackets och New York Islanders i NHL där han totalt har spelat 430 matcher. I NHL-draften 2001 blev han draftad i åttonde rundan, som nummer 241 totalt, av Boston Bruins.
Jurčina har även representerat Slovakiens landslag i tre OS, 2006,  2010 och 2014, och i fyra VM: 2006, 2007, 2011 och 2013.

## Klubbar
- MHk 32 Liptovský Mikuláš Moderklubb–2000
- Halifax Mooseheads 2000–2003
- Providence Bruins 2003–2006
- Boston Bruins 2005–2007
- Washington Capitals 2007–2009
- Columbus Blue Jackets 2009–2010
- New York Islanders 2010–2012
- Piráti Chomutov 2012–2013
- Lukko 2013
- HC TPS 2013–2014
- Fribourg-Gottéron 2014
- Dinamo Riga 2014–2015
- KHL Medveščak Zagreb 2015–2016
- Eisbären Berlin 2016–